# Keresztúri Bíró Pál
Keresztúri Bíró Pál (Bodrogkeresztúr, 1589 – Görgény, 1655. december) református prédikátor, hitvitázó, jeles pedagógus.

## Életrajza
Tanult Debrecenben, a felsőbb osztályokba 1599. november 28-án iratkozott be. Az itteni iskolára halála előtt jelentős összeget hagyott. Sárospatakon 1617-ben írta alá a kollégium törvényeit, ekkor lett úgynevezett tógátus deák, tehát teológus hallgató. 1620-ban a diákönkormányzat elnöke, korabeli elnevezéssel seniora lett. 1622-ben szülőfalujába ment rektornak. 1624-ben kezdte meg külföldi tanulmányútját, ekkor lett diákja a németországi Bréma főiskolájának. Innen még ebben az évben Hollandiába ment, augusztus 3-án a leideni egyetem anyakönyvébe vezették be nevét. A következő esztendőben Angliában tett hosszabb utazást, 1626 nyarán érkezett haza. 1627-ben újra külföldre indult, nem lehetetlen, hogy Bethlen Gábor erdélyi fejedelem megbízásából, s június 29-én ismét a leideni egyetemre iratkozott be. 1629 késő nyarán tért haza, s ez év őszén a gyulafehérvári akadémia (Bethlen Gábor Kollégium) gimnáziumi tagozatának lett „fő schola mestere”, tehát vezető tanára.
1634 nyarától I. Rákóczi György fiainak nevelését irányította a fejedelem által létrehozott udvari iskolában (schola aulica), ahol a Rákóczi-fiúk együtt tanultak az erdélyi nemesség hasonló korú fiaival. 1640-ben a váradi főkapitánnyá kinevezett II. Rákóczi György udvari prédikátora lett, s ebben a tisztségben haláláig meg is maradt. Amikor II. Rákóczi György trónra lépett (1648), Keresztúri is a gyulafehérvári udvarba költözött, ahol ismét irányította az udvari iskolában folyó nevelést. Ekkor volt diákja Bethlen Miklós, aki önéletírásában részletesen tárgyalja Keresztúri pedagógiai módszerét.
Teológiájának jellemző vonása a református ortodoxia és a puritanizmus szintézise. A reformátori teológiai örökséget határozottan képviselte, de nem elégedett meg annak tételes ismeretével, hanem arra ösztönzött, hogy amit a tanítás magában foglal, az a keresztyén embernek személyesen végiggondolt és megküzdött élménye legyen. Méghozzá nem egyszeri, hanem folyamatosan megélt, Istennel való bensőséges élményben megragadott mindennapi gyakorlata. Igehirdetéseiben nem a prófétai hevület, hanem a puritán etikai szemlélet voluntarizmusa érvényesült. Azt hangsúlyozta, hogy a keresztyén ember életének spirituális aktivitásban kell eltelnie.
Hitvitázóként jezsuita ellenfeleivel szemben hittani és politikai téren vette fel a szellemi küzdelmet. Ez utóbbi azt jelenti, hogy az I. Rákóczi Györgyöt és feleségét (Lorántffy Zsuzsanna) ért irodalmi támadásokra is válaszolt.
A humanizmusban gyökerező pedagógiájának általános jellemzője a szelídség, a testi fenyítés lehetőség szerinti elkerülése, a pozitív motiváció alkalmazása. Gyermekszemlélete elszakadt attól a középkori örökségtől, amely a gyermekben kis felnőttet látott. Pedagógusi gyakorlatában helyet kapott a jókedv, a humor, a játék a korban szokásosnál feltűnően tágabb keretek között. Ügyelt az érdeklődés felkeltésére és a figyelem folyamatos ébrentartására. Bethlen Miklós abban foglalta össze Keresztúri módszerének lényegét, amit Comenius is jelmondatául választott: Omnia sponte fluant, absit violentia rebus – minden magától folyjék, távol legyen a dolgoktól az erőszak. 
Az írás és az olvasás tanulását nem szakította szét, hanem párhuzamosan végeztette. Előbb magyarul ismerték meg diákjai az írást és az olvasást, és csak azután tanította a korban nélkülözhetetlen latin nyelvet. A nyelvtanításban a diákoknak annyi kínt okozó, túltengő, száraz szabályokat sulykoló grammatizálás helyett a beszédkészség fejlesztésére helyezte a hangsúlyt. Az elsők között volt, ha nem a legelső, aki modern nyelvek alapjait is tanította a rábízott tanulóknak. Ebben világos koncepció érvényesült, amennyiben a szomszéd népek és az európai „művelt nemzetek” nyelvét oktatta, illetve oktatását kezdeményezte az iskolában (román, lengyel, török, német, francia, s talán angol is). Gyakorlati pedagógiájában felismerhető az empirizmus hatása.
Keresztúri pedagógiája – teológiájához hasonlóan – szintetikus jellegű volt, magában foglalta a kortárs európai törekvések legfontosabb jellemzőit.

## Művei
- Christianus lactens. Gyulafehérvár, 1637
- Csecsemő keresztyén. Gyulafehérvár, 1638 (előbbi magyar nyelvű változata)
- Felserdült keresztyén. Várad, 1641
- Talio. 1642 (név nélkül, a fejedelem rendeletére megsemmisítették)
- Lelki legeltetés. Várad, 1645
- Mennyei társalkodás. Várad, 1646
- Rákóczi Zsigmond keresztelési prédikációja. Várad, 1647
- Egyenes ösvény. Várad, 1653
- Pápisták méltatlan üldözése a vallásért. Hely nélkül, 1643 (szerzősége vitatott)